# 내 여친은 피규어
내 여친은 피규어(フィギュアなあなた, Hello, My Dolly Girlfriend)는 일본에서 제작된 이시이 다카시 감독의 2013년 드라마, 판타지 영화이다. 에모토 타스쿠 등이 주연으로 출연하였다.

## 출연

### 주연
- 에모토 타스쿠
- 사사키 코코네

### 조연
- 다케나카 나오토